# رمینگتون‌نهنگان
رمینگتون‌نهنگان تیره‌ای از کهن‌آب‌بازسانان بومی مناطق پاکستان و هند امروزی بودند که در دورهٔ ائوسن (از ۵۵٫۸ تا ۴۸٫۶ میلیون سال پیش) در اقیانوس تتیس زندگی می‌کردند. نام این تیره از پستانداران دریایی از نام رمینگتون کلوگ، دیرین‌آب‌بازشناس نامدار، گرفته شده است.

## توصیف
رمینگتون‌نهنگان دارای جمجمه‌های دراز و باریک با سوراخ بینی در جلوی جمجمه بودند. کام آن‌ها محدّب بود و فرمول دندانیشان برابر با ۳٫۱٫۴٫۳۳٫۱٫۴٫۳. دندان‌های درونی آن‌ها در وسط عمود می‌شدند، چیزی که هیبتی همچون کوسه‌های امروزین بدان‌ها می‌داد.
سنگواره‌های زیادی از جمجمه این جانوران به دست آمده‌اند ولی تعداد اندکی از دندان‌های آن‌ها در دسترس هستند. ریخت‌شناسی پساجمجمه‌ای آن‌ها بر پایه تنها یک نمونه یافت شده از کوچیستوس بوده است که دارای کمر و دمی بلند، قوی، و ماهیچه‌ای بوده است. گمان می‌رود که رمینگتون‌نهنگ‌ها همچون شنگ‌های بزرگ‌جثه آمریکای جنوبی با دم‌های بلند و مسطح خود شنا می‌کردند.